# Red Transeuropea de Vías Navegables Interiores

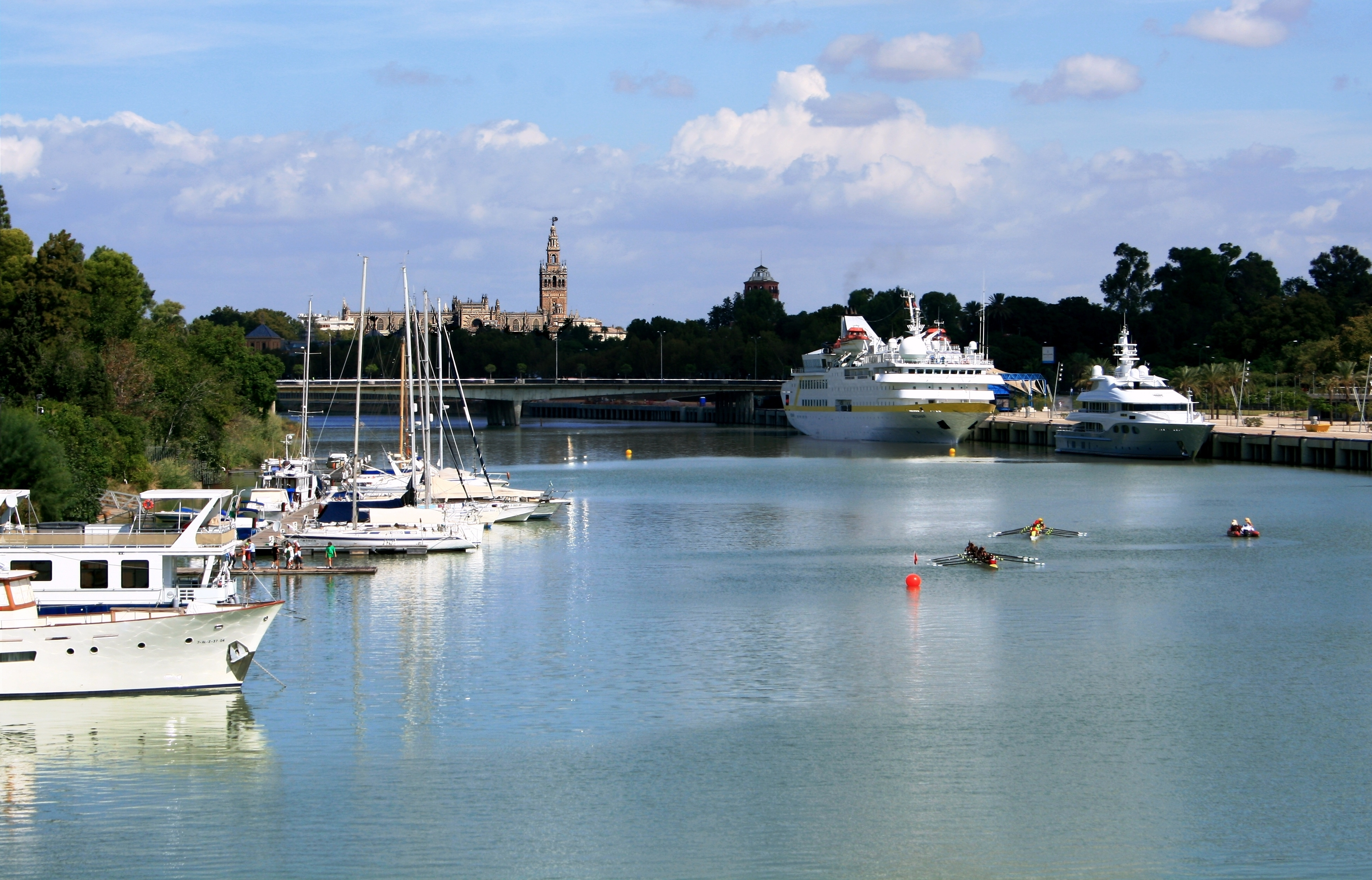
Panorámica del Puerto de Sevilla, localizado en el extremo norte de la Eurovía Guadalquivir E-60.02.

La Red Transeuropea de Vías Navegables Interiores es una de las redes que componen las Redes Transeuropeas de Transporte de la Unión Europea.
De acuerdo con el artículo 11 de la Decisión n.º 1692/96/EC del Parlamento y del Consejo Europeo del 23 de julio de 1996 sobre las orientaciones comunitarias para el desarrollo de la Red Transeuropea de Transporte, la Red Transeuropea de Vías Navegables Interiores se compone de ríos, canales, sus ramificaciones y los enlaces que los conectan. La red debe - en especial -  hacer posible la interconexión entre las regiones industriales y grandes aglomeraciones urbanas y el enlace de las mismas con los puertos.

## Características
Las características técnicas mínimas requeridas para las vías de la red deben ser las establecidas para un gálibo de la clase IV, que permite el paso de un buque o un convoy empujado de 80 a 85 m de largo y 9,50 m de ancho. Cuando un canal de agua que forma parte de la red sea construido o modernizado las especificaciones técnicas deben corresponder al menos a la clase IV. Asimismo las características para un gálibo de la clase Va/Vb deberán poder alcanzarse en una fecha posterior (La clase Va permite el paso de un buque o un convoy empujado de 110 m de largo y 11,40 m de ancho, y la clase Vb permite el paso de un convoy empujado de 172 a 185 m de largo y 11,40 m de ancho).

## Puertos interiores
Los puertos interiores forman parte de la red como puntos de interconexión de las diferentes vías navegables interiores.
Los puertos interiores deben:
- Estar abiertos al tráfico comercial.
- Estar situados en red de vías navegables interiores indicadas en outline (13 MB), p. 79 Archivado el 31 de enero de 2011 en Wayback Machine..
- Estar interconectados con otras redes transeuropeas de transporte como se indica en el documento anterior.
- Estar equipados con instalaciones de transbordo para el transporte intermodal o cuyo volumen de tráfico anual de flete por lo menos 500.000 toneladas.